# Іванисенко Віктор Панасович
Іванисенко Віктор Панасович — український літературознавець, літературний критик, перекладач та кандидат філологічних наук (з 1958 року).

## Життєпис
Народився в родині вчителя 2 січня 1927 р. у селі Новопавлівка Межівського району Дніпропетровської області. З 1944 по 1949 рік перебував в Червоній армії. Був учасником Другої світової війни. В 1953 році закінчив філологічний факультет Харківського університету. Після отримання освіти вчителював у Сумській та Донецькій областях.
З 1957 по 1972 рік працював науковим співробітником Інституту літератури ім. Т. Г. Шевченка АН УРСР (з 1962 по 1966 рік був завідуючим відділом проблем сучасного літературного процесу). Перекладав на українську мову праці Марієти Шагінян, Юзефа Ігнація Крашевського, Єжи Єнджеєвича. 
Прихильно ставився до творчості шістедисятників: Ліни Костенко, Івана Драча, Бориса Нечерди, Ірини Жиленко, Людмили Скирди. Через це був переслідуваний радянською владою. В червні 1970 року в Іванисенка відбувся обшук, під час якого знайшли самвидавські видання. На партійних сборах Інституту літератури Іванисенка було виключено з комуністичної партії та переведено на більш низькооплачувану посаду лаборанта. Крім того, Іванисенку було відмовлено у захисті докторської дисертації. Далі Іванисенка було виключено із Спілки письменників України.
У 1972 році звільнений з Інституту за звинуваченням в антирадянській діяльності — знайшли твори Сахарова, Солженіцина, Василя Стуса, листи від ув'язнених письменників. У 1976 році після відсторонення від творчої роботи та довгих розмов із агентами КДБ «Березнем» та «Григор’євим» виявив бажання зустрітися з керівництвом спецслужби. У КДБ Іванисенко заявляв, що шкодував про свої контакти з дисидентським середовищем і просив підтримки для повернення до роботи за професією. У доповідній записці від 14 квітня 1979 р. прізвище Іванисенка було згадано в переліку осіб, які «остаточно порвали із націоналістичним середовищем».
З 1976 по 1988 рік працює редактором в Головній редакції Української радянської енциклопедії.
Помер 2 листопада 1997 року в Києві. Похований в селі Германівка, Обухівського району Київської області. 

## Праці Іванисенка

### Монографії
- Іванисенко, Віктор (1959).Сучасна ліро-епічна поема. Київ: Радянський письменник.
- Іванисенко, Віктор  (1960). Поезія, людина, сучасність. Київ: Видавництво АН УРСР.
- Іванисенко, Віктор (1961). Поезія і комуністична мораль. Київ: Видавництво АН УРСР.
- Іванисенко, Віктор (1963). Що таке лірика. Київ: Державне видавництво художньої літератури.
- Іванисенко, Віктор (1964). Народження стилю. Київ: Наукова думка.

### Переклади
- Шагінян, Марієтта (1970). Тарас Шевченко. [Перекл. з російської В.Іванисенка]. Київ: Дніпро.
- Крашевський, Юзеф-Ігнацій (1979). Повісті. [Перекл. з польської В.Іванисенка]. Київ: Дніпро.
- Єнджеєвич, Єжи. Українські ночі або родовід генія. [Перекл. з польської В.Іванисенка] //Київ, 1988. — №10–11.
- Єнджеєвич, Єжи. Українські ночі або родовід генія. [Перекл. з польської В.Іванисенка] //Київ, 1989. — №1–5.

### Статті
- Іванисенко В. В пошуках радості і краси // Вітчизна. – 1961. – № 10. – С. 186–193.
- Іванисенко В. Один день з поетичного року // Літературна Україна. – 1963. – 20 груд. – С. 1–2.
- Іванисенко В. На бистрині часу // Рад. літературознавство. – 1964. – № 5.
- Іванисенко В. За велінням правди і краси // Дніпро. – 1966. – № 1. – С. 141–150.
- Іванисенко В. Поезія і поклик часу: [друкується зі скор.] // Літературна Україна. – 1966. – 21 січ. – С.1-4
- Іванисенко В. Він дарував нам світло: Іван Світличний у контексті 60-х років // Дніпро. – 1995. – № 7-8. – С. 53-61
- Іванисенко В. Животрепетна наша історія. Шістдесятництво: родовід і доба // Київ. – 1998. – № 1–2. – С. 94–100.